# Ligue Féminine de Basket 2021-2022
Il campionato francese di pallacanestro femminile 2021-2022 (Ligue Féminine de Basket) è stato il ventiquattresimo (84º in totale dal 1937).
Il C.J.M. Bourges ha vinto il suo quindicesimo titolo, battendo per 3-0 il Lyon ASVEL nella finale play-off.

## Regolamento
Le squadre classificate dal primo all'ottavo posto al termine della regular season si qualificano ai play-off per l'assegnazione del titolo di campione di Francia.
Le squadre classificate dal nono al dodicesimo posto partecipano ai play-out, l'ultima classificata del girone retrocede in LF2.

## Squadre partecipanti
Il campionato è costituito da 12 squadre. Nella stagione precedente Nantes Rezé è retrocessa in LF2; il suo posto è stato preso da U.F. Angers, prima classificata in LF2.
| Squadra            | Allenatore                            | Campo di gioco                                 | Risultato stagione 2020-21 |
| ------------------ | ------------------------------------- | ---------------------------------------------- | -------------------------- |
| Basket Landes      | Julie Barennes                        | Espace Mitterrand di Mont-de-Marsan            | 3º posto in LFB, campione  |
| Lattes Montpellier | Valéry Demory                         | Palais des sports de Lattes di Lattes          | 4º posto in LFB, finalista |
| C.J.M. Bourges     | Olivier Lafargue                      | Palais des sports du Prado di Bourges          | 1º posto in LFB            |
| Lyon ASVEL         | Pierre Vincent                        | Salle Mado Bonnet di Lione                     | 2º posto in LFB            |
| Villeneuve-d'Ascq  | Rachid Meziane                        | Le Palacium di Villeneuve-d'Ascq               | 5º posto in LFB            |
| Roche Vendée       | Emmanuel Body                         | Salle des Oudairies di La Roche-sur-Yon        | 6º posto in LFB            |
| Flammes Carolo     | Romuald Yernaux                       | Caisse d’Epargne Arena di Charleville-Mézières | 7º posto in LFB            |
| Tarbes             | Francisco Pinto                       | Palais des sports du quai de l'Adour di Tarbes | 8º posto in LFB            |
| Charnay            | Matthieu Chauvet                      | Le Cosec di Charnay-lès-Mâcon                  | 9º posto in LFB            |
| Landerneau         | Wani Muganguzi                        | La Cimenterie di Landerneau                    | 10º posto in LFB           |
| Hainaut Basket     | Philip Mestdagh,poi Frédéric Daguenet | Salle Maurice-Hugot di Saint-Amand-les-Eaux    | 11º posto in LFB           |
| U.F. Angers        | David Gautier                         | Salle Jean-Bouin di Angers                     | 1º posto in LF2            |

## Stagione regolare

### Classifica
|  | Pos. | Squadra                    | Pt | G  | V  | P  | PtF  | PtS  | Diff. | CD  |
|  | ---- | -------------------------- | -- | -- | -- | -- | ---- | ---- | ----- | --- |
|  | 1.   | Tango Bourges              | 42 | 22 | 20 | 2  | 1718 | 1449 | +269  |     |
|  | 2.   | ESB Villeneuve-d’Ascq LM   | 38 | 22 | 16 | 6  | 1565 | 1388 | +177  |     |
|  | 3.   | Lyon ASVEL féminin         | 37 | 22 | 15 | 7  | 1648 | 1411 | +237  | 2-0 |
|  | 4.   | Basket Landes              | 37 | 22 | 15 | 7  | 1594 | 1488 | +106  | 0-2 |
|  | 5.   | FCBA Charleville-Mézières  | 35 | 22 | 13 | 9  | 1616 | 1537 | +79   |     |
|  | 6.   | Roche Vendée               | 34 | 22 | 12 | 10 | 1733 | 1669 | +64   |     |
|  | 7.   | Angers                     | 31 | 22 | 9  | 13 | 1527 | 1616 | -89   | 2-0 |
|  | 8.   | Lattes Montpellier         | 31 | 22 | 9  | 13 | 1583 | 1638 | -55   | 0-2 |
|  | 9.   | Saint-Amand Hainaut Basket | 30 | 22 | 8  | 14 | 1386 | 1560 | -174  |     |
|  | 10.  | Tarbes Gespe Bigorre       | 29 | 22 | 7  | 15 | 1418 | 1540 | -122  |     |
|  | 11.  | Landerneau Bretagne        | 27 | 22 | 5  | 17 | 1385 | 1630 | -245  |     |
|  | 12.  | Charnay Bourgogne Sud      | 25 | 22 | 3  | 19 | 1418 | 1665 | -247  |     |

Legenda:
       Campione di Francia.
      Ammesse ai play-off.
      Ammesse ai play-out.
  Ammesse ai play-off o ai play-out.
      Retrocessa in LF2, dopo i play-out.
Regolamento:
Due punti a vittoria, uno a sconfitta.
In caso di parità di punteggio, contano gli scontri diretti e la classifica avulsa.

### Risultati
|                    | ANG   | BOU   | CLM   | CME   | LBB   | LAN   | LYO   | MON   | RVE   | SAN   | TAR   | VAS   |
| ------------------ | ----- | ----- | ----- | ----- | ----- | ----- | ----- | ----- | ----- | ----- | ----- | ----- |
| Angers             |       | 63–90 | 74–63 | 79–71 | 69–64 | 62–72 | 60–77 | 87–73 | 71–78 | 58–61 | 81–76 | 61–67 |
| Bourges            | 70–62 |       | 85–67 | 71–76 | 78–68 | 76–62 | 74–63 | 92–85 | 80–82 | 82–46 | 73–69 | 69–58 |
| Charnay-lès-Mâcon  | 75–70 | 70–76 |       | 66–71 | 87–74 | 66–71 | 63–74 | 77–86 | 92–94 | 79–81 | 74–61 | 48–90 |
| FCB Ardennes       | 76–84 | 64–76 | 86–54 |       | 83–56 | 64–73 | 95–69 | 92–81 | 79–72 | 71–61 | 66–47 | 69–57 |
| Landerneau         | 79–61 | 53–78 | 60–57 | 56–64 |       | 49–78 | 62–95 | 74–68 | 75–86 | 58–63 | 68–65 | 53–70 |
| Basket Landes      | 89–74 | 68–72 | 70–46 | 86–83 | 88–61 |       | 45–85 | 68–51 | 80–93 | 79–70 | 66–64 | 77–64 |
| Lyon ASVEL         | 90–57 | 67–76 | 80–40 | 78–75 | 64–71 | 67–52 |       | 77–60 | 68–74 | 76–74 | 74–54 | 60–59 |
| Lattes Montpellier | 59–60 | 69–80 | 76–57 | 60–51 | 84–66 | 66–75 | 81–78 |       | 86–70 | 70–67 | 78–75 | 69–79 |
| Roche Vendée       | 74–76 | 76–86 | 79–65 | 93–61 | 79–69 | 74–93 | 61–95 | 75–78 |       | 90–65 | 82–59 | 65–74 |
| Saint Amand        | 58–73 | 56–74 | 73–69 | 71–74 | 61–58 | 61–56 | 45–67 | 82–81 | 59–91 |       | 57–55 | 60–63 |
| Tarbes             | 77–73 | 52–82 | 62–41 | 69–71 | 76–69 | 55–66 | 66–63 | 76–74 | 83–78 | 76–63 |       | 51–60 |
| Villeneuve d'Ascq  | 77–72 | 73–78 | 72–62 | 78–74 | 76–42 | 85–80 | 67–81 | 80–48 | 75–67 | 60–52 | 81–50 |       |

## Play-off
|  | Quarti di finale | Quarti di finale     | Quarti di finale |            |               | Semifinali        | Semifinali | Semifinali |  |  | Finale | Finale  | Finale |
|  |                  |                      |                  |            |               |                   |            |            |  |  |        |         |        |
|  | 1                | Bourges              | 2                |            |               |                   |            |            |  |  |        |         |        |
|  | 8                | Lattes Montpellier   | 1                |            |               |                   |            |            |  |  |        |         |        |
|  | 8                | Lattes Montpellier   | 1                |            | 1             | Bourges           | 2          |            |  |  |        |         |        |
|  |                  |                      |                  |            | 1             | Bourges           | 2          |            |  |  |        |         |        |
|  |                  | 4                    | Basket Landes    | 1          |               |                   |            |            |  |  |        |         |        |
|  | 4                | 4                    | Basket Landes    | 1          | Basket Landes | 2                 |            |            |  |  |        |         |        |
|  | 4                |                      |                  |            | Basket Landes | 2                 |            |            |  |  |        |         |        |
|  | 5                | Charleville-Mézières | 0                |            |               |                   |            |            |  |  |        |         |        |
|  |                  |                      |                  |            |               |                   |            |            |  |  | 1      | Bourges | 3      |
|  |                  |                      | 3                | Lyon ASVEL | 0             |                   |            |            |  |  |        |         |        |
|  | 2                | Villeneuve d'Ascq    | 2                |            |               |                   |            |            |  |  |        |         |        |
|  | 7                | Angers               | 0                |            |               |                   |            |            |  |  |        |         |        |
|  | 7                | Angers               | 0                |            | 2             | Villeneuve d'Ascq | 0          |            |  |  |        |         |        |
|  |                  |                      |                  |            | 2             | Villeneuve d'Ascq | 0          |            |  |  |        |         |        |
|  |                  | 3                    | Lyon ASVEL       | 2          |               |                   |            |            |  |  |        |         |        |
|  | 3                | 3                    | Lyon ASVEL       | 2          | Lyon ASVEL    | 2                 |            |            |  |  |        |         |        |
|  | 3                |                      |                  |            | Lyon ASVEL    | 2                 |            |            |  |  |        |         |        |
|  | 6                | Roche Vendée         | 0                |            |               |                   |            |            |  |  |        |         |        |

### Quarti di finale
L'andata si è disputata il 7 maggio, il ritorno il 10 maggio e l'eventuale spareggio il 13 maggio.
| Squadra 1         | Totale | Squadra 2                | Gara 1  | Gara 2   | Gara 3  |
| ----------------- | ------ | ------------------------ | ------- | -------- | ------- |
| Bourges           | 2 - 1  | Lattes Montpellier       | 99 - 67 | 72 - 75  | 86 - 69 |
| Basket Landes     | 2 - 0  | FCB Charleville-Mézières | 87 - 64 | 79 - 72  | -       |
| Villeneuve d'Ascq | 2 - 0  | Angers                   | 96 - 79 | 72 - 70  | -       |
| Lyon ASVEL        | 2 - 0  | Roche Vendée             | 92 - 77 | 108 - 54 | -       |

### Semifinali
L'andata si è disputata il 17 maggio, il ritorno il 20 maggio e l'eventuale spareggio il 23 maggio.
| Squadra 1         | Totale | Squadra 2     | Gara 1  | Gara 2  | Gara 3  |
| ----------------- | ------ | ------------- | ------- | ------- | ------- |
| Bourges           | 2 - 1  | Basket Landes | 77 - 53 | 70 - 71 | 77 - 65 |
| Villeneuve d'Ascq | 0 - 2  | Lyon ASVEL    | 78 - 80 | 76 - 83 | -       |

### Finale
Le gare si sono disputate il 29 e il 31 maggio a Bourges, il 4 giugno a Lione.
| Squadra 1 | Totale | Squadra 2  | Gara 1  | Gara 2  | Gara 3  | Gara 4 | Gara 5 |
| --------- | ------ | ---------- | ------- | ------- | ------- | ------ | ------ |
| Bourges   | 3 - 0  | Lyon ASVEL | 76 - 66 | 78 - 62 | 59 - 53 | -      | -      |

## Play-out
Le ultime quattro squadre della stagione regolare si incontrano disputando ciascuna 6 partite tra andata e ritorno, mantenendo i risultati che hanno ottenuto tra loro. In conclusione l'ultima classificata è il Charnay Bourgogne Sud, che retrocede.

## Verdetti
- Campione di Francia:  Tango Bourges.
Formazione:[7] Elin Eldebrink, Isabelle Yacoubou, Kristen Mann, Laëtitia Guapo, Iliana Rupert, Nwal-Endéné Miyem, Sarah Michel, Keisha Hampton, Élodie Godin, Alix Duchet, Djéné Diawara[8], Pauline Astier. Allenatore: Olivier Lafargue.
- Retrocessa in LF2:  Charnay Bourgogne Sud.
- Vincitrice Coppa di Francia:  Basket Landes (1º titolo).
- Vincitrice Supercoppa:  Lattes Montpellier (2º titolo).